# Arthur Aikin

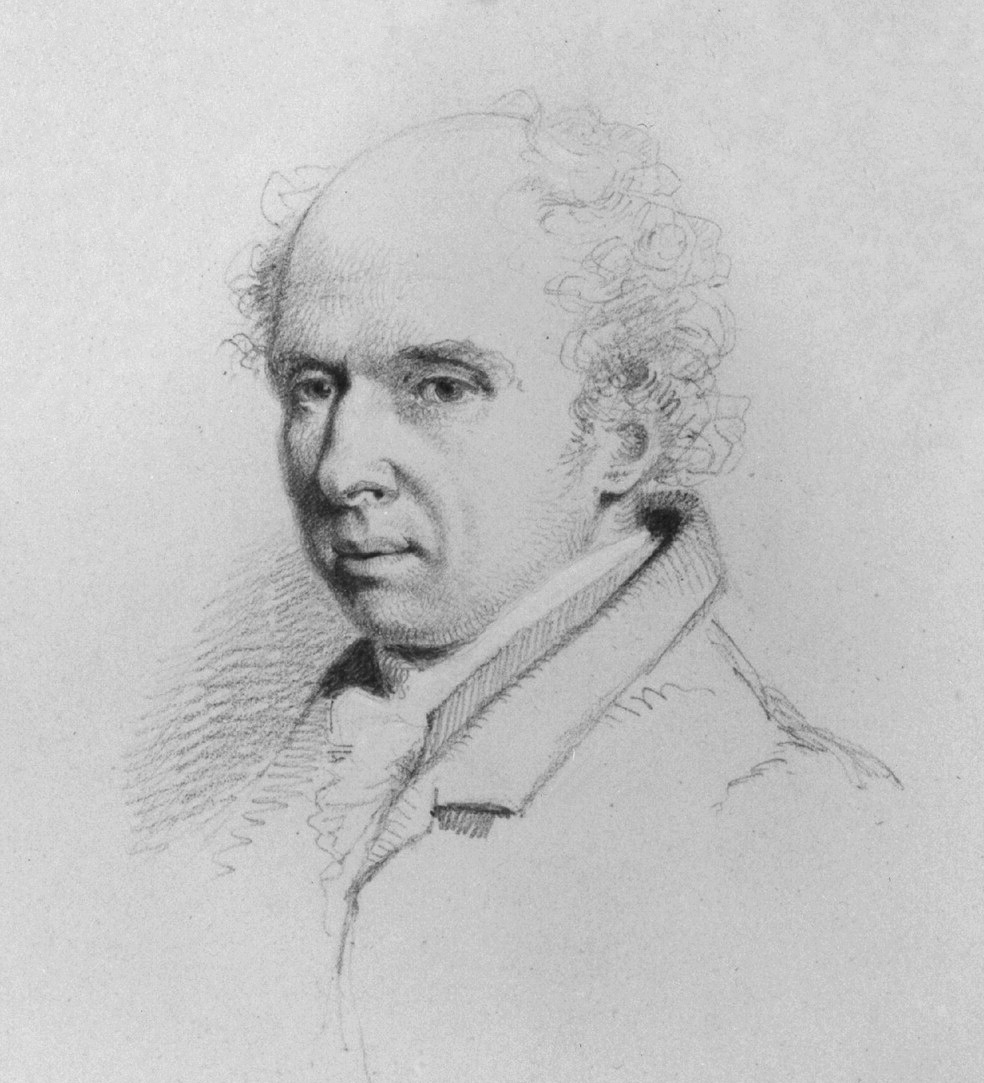
Arthur Aikin 1826, porträtiert von William Brockedon

Arthur Aikin (* 19. Mai 1773 in Warrington, Lancashire; † 15. April 1854 in London) war ein englischer Chemiker, Mineraloge und Autor.
Aikin war der Sohn des Arztes und Schriftstellers John Aikin (1747–1822) und der ältere Bruder von Lucy Aikin (1781–1864), einer Biographin und historischen Schriftstellerin. Auch seine Tante Anna Laetitia Barbauld war eine bekannte Autorin.
Er studierte an der Warrington Academy, einer Schule der Nonkonformisten, an der bereits sein Vater unterrichtet worden war. 1786 begann er eine Ausbildung zu einem Prediger der Unitarier, brach dies aber aus Gewissensgründen ab. Er lernte früh Joseph Priestley kennen, einen ehemaligen Lehrer der Warrington-Akademie und Entdecker des Sauerstoffs, der ihn in seinen Studien der Chemie, Mineralogie und Botanik unterstützte. Er veröffentlichte mehrere Werke über die Mineralogie Englands.
1807 gehörte er zu den 13 Gründern der Geological Society und war von 1811 bis 1817 einer ihrer Schriftführer. Er legte das Amt nieder, um dieselbe Aufgabe bei der Royal Society of Arts auszuüben, die er 23 Jahre lang innehatte. 1841 wurde er Schatzmeister der Chemical Society. Außerdem war er seit 1818 Mitglied der Linnean Society.

## Werke
- The natural history of the year; being an enlargement of Dr. Aikin's Calendar of nature, 1798
- Journal of a Tour through North Wales and Part of Shropshire with Observations in Mineralogy and Other Branches of Natural History, London 1797.
- Syllabus of a course of lectures on chemistry, by A. and C.R. Aikin, 1799
- The Annual review and history of literature; for 1807, 1808
- A Manual of Mineralogy, 1814.
- dictionary of chemistry and mineralogy, with an account of the processes employed in many of the most important chemical manufactures. To which are added a description of chemical apparatus, and various useful tables of weights and measures, chemical instruments, &c. &c. Vol. I; Vol. II (with his brother C. R. Aikin), 2 vols. (London, 1807, 1814).
- An account of the most important recent discoveries and improvements in chemistry and mineralogy, to the present time : being an appendix to their Dictionary of chemistry and mineralogy, 1814

## Ehrungen
Das 1843 entdeckte und beschriebene Mineral Aikinit wurde nach ihm benannt. Auch die Pflanzengattung Aikinia R.Br. 1832 aus der Familie der Gesneriengewächse (Gesneriaceae) ist ihm zu Ehren benannt.